# Renarde (rivière)
Pour la femelle du renard, voir Renard.
La Renarde est une rivière française du département de l'Essonne, en région Île-de-France, et un affluent de l'Orge, donc un sous-affluent de la Seine.

## Géographie
La longueur de son cours d'eau est de 8,6 km.
Elle prend naissance à Villeconin et se jette dans l'Orge à Breuillet traversant une partie de l'Essonne.

## Communes et cantons traversés
Entièrement dans le département de l'Essonne, la Renarde traverse les six communes suivantes, de l'amont vers l'aval, de Villeconin (source), Souzy-la-Briche, Saint-Sulpice-de-Favières, Breux-Jouy, Saint-Yon, Breuillet (embouchure).
Soit en termes de cantons, elle prend sa source dans le canton d'Étréchy, traverse et trouve son embouchure dans le canton de Saint-Chéron, le tout dans l'arrondissement d'Étampes.

## Affluent
La Renarde n'a pas d'affluent contributeur connu.

## Sites tourisques
- Le château de Villeconin
- Le village de Saint-Sulpice-de-Favières